# 詩藪
《詩藪》，明代胡應麟撰，分內編6卷、外編6卷、雜編6卷、續編2卷，共20卷。
《詩藪》是胡應麟隨作隨刻之書，最早僅6卷，後來不斷增補，多循王世貞的《卮言》，敷衍其說，以詩體為綱，朝代為序，收集自周朝至至元的詩集，包含四言詩、古樂府、七言歌行、五言律詩、七言律詩、五言絕句、七言絕句、騷賦等。繆荃孫《藝風藏書續記》云：“《內編》六卷，分古今體各三卷；《外編》六卷，自周至元，以時代為次；《雜編》六卷，分「遺逸」、「閏餘」各三卷”。
钱谦益《列朝诗集小传》评价不高：“（《诗薮》）大抵奉元美《卮言》为律令，而敷衍其说”，“其大旨谓千古之诗，莫盛于有明李、何、李、王四家，四家之中，捞笼千古，总萃百家，则又莫盛于州。诗家之有州，证果位之如来也，集大成之尼父也……要其指意，无关品藻，徒用攀附胜流，容悦贵显，斯真词坛之行乞，艺苑之舆台也 ”。